# Thomas Condon
Thomas Condon (Clonmel, 1850 – Dún Laoghaire, 4 luglio 1943) è stato un politico irlandese.

## Biografia
Nato a Clonmel, Condon ha lavorato come commerciante di bestiame ed è stato eletto come commissario comunale e Poor Law Guardian. Fu eletto parlamentare irlandese per collegio di East Tipperary nelle elezioni generali nel Regno Unito del 1885 nel Partito Parlamentare Irlandese, mantenendo il suo seggio nel 1886. Fu nominato aldermanno nel 1887 e fu sindaco di Clonmel dal 1889 per tre anni.
Condon mantenne il suo seggio alle elezioni generali nel Regno Unito del 1892 nonostante avesse aderito alla scissione del Irish National Federation in cui erano confluiti diversi dissidenti del Partito Parlamentare Irlandese usciti per protesta contro il segretario del partito Charles Stewart Parnell, e in quelle del 1895. Nel 1900 di nuovo nel Partito Parlamentare Irlandese, in quell'anno fu di nuovo eletto sindaco di Clonmel per un periodo di tre anni, e fu eletto nel nuovo Tipperary County Council.
Condon fu rieletto ad ogni elezione fino al 1918, quando perse contro Pierce McCan del Sinn Féin.
Condon morì a 93 anni il 4 luglio 1943 al St Michael's Hospice, Dún Laoghaire. Il suo ultimo indirizzo conosciuto era al civico 15 di Clarinda Park, Dún Laoghaire.